# ヴァルメト・オートモーティブ

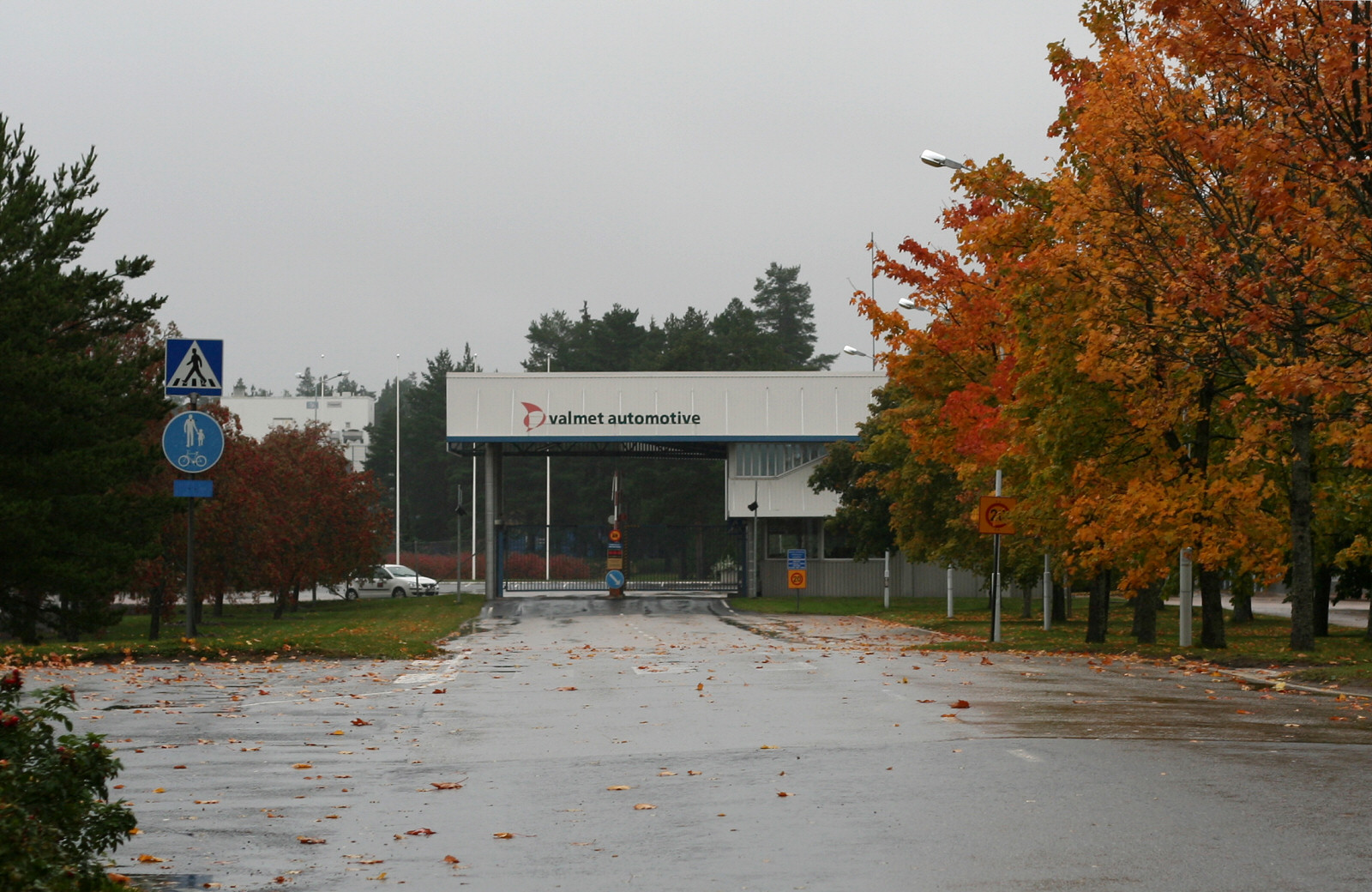
ヴァルメト工場の入り口

ヴァルメト・オートモーティブ（Valmet Automotive Oy、以前のサーブ＝ヴァルメト）は、フィンランドの自動車製造業者である。株式の過半はメッツォ（Metso、以前のヴァルメト）が保有している。ヴァルメト・オートモーティブは、自動車メーカーから独立した特定の車種を契約生産（contract manufacturer）をしている。

## 生産
現在ヴァルメト・オートモーティブは1997年以来のポルシェ・ボクスターと2005年以来のポルシェ・ケイマンを生産しているが、この契約は2012年に終わることになっている。
ヴァルメト・オートモーティブは、2008年7月15日にフィスカー・オートモーティブ（Fisker Automotive）と生産契約を締結したことを発表し、2009年にプラグインハイブリッドのスポーツセダンであるフィスカー・カルマ（Fisker Karma）とGaria A/S ゴルフ・カート（Golf cart）の生産を開始する。

## 歴史
サーブ＝ヴァルメトは、1968年にヴァルメトとサーブ＝スカニアの合弁事業として設立された。自動車工場はフィンランドのウーシカウプンキに所在する。1992年以来は会社はヴァルメト単独の所有となり、1995年にヴァルメト・オートモーティブと改称された。1999年にラウマ（Rauma Oy）とヴァルメトの合併により会社はメッツォ（Metso）の所有となった。
生産の歴史：
- サーブ（1969 - 2003年）
  - サーブ・95
  - サーブ・96
  - サーブ・99
  - サーブ・90
  - サーブ・900
  - サーブ・900 カブリオレ
  - サーブ・900 CD
  - サーブ・9000
  - サーブ・9-3 カブリオレ
  - サーブ・9-3の特殊モデルの幾つか（例えば「ヴィゲン」）
- ルノー
  - ルノー・クリオ V6（ボディのみ）
- ポルシェ （1997 - 2012年）[7]
  - ポルシェ・ボクスター
  - ポルシェ・ケイマン
- ラーダ（1996 - 1998年）
  - ラーダ・ユーロサマーラ
- タルボ（1979 - 1985年）
  - タルボ・オリゾン
  - タルボ・1510
  - タルボ・ソラーラ
- オペル（1991 - 1997年）
  - オペル・カリブラ
- フィスカー・オートモーティブ（Fisker Automotive）
  - フィスカー・カルマ（Fisker Karma） 初期の合意により2010年に生産開始。
- シンク（Think）電気自動車の生産が2009年に始まった[8]。

ヴァルメトによる生産車
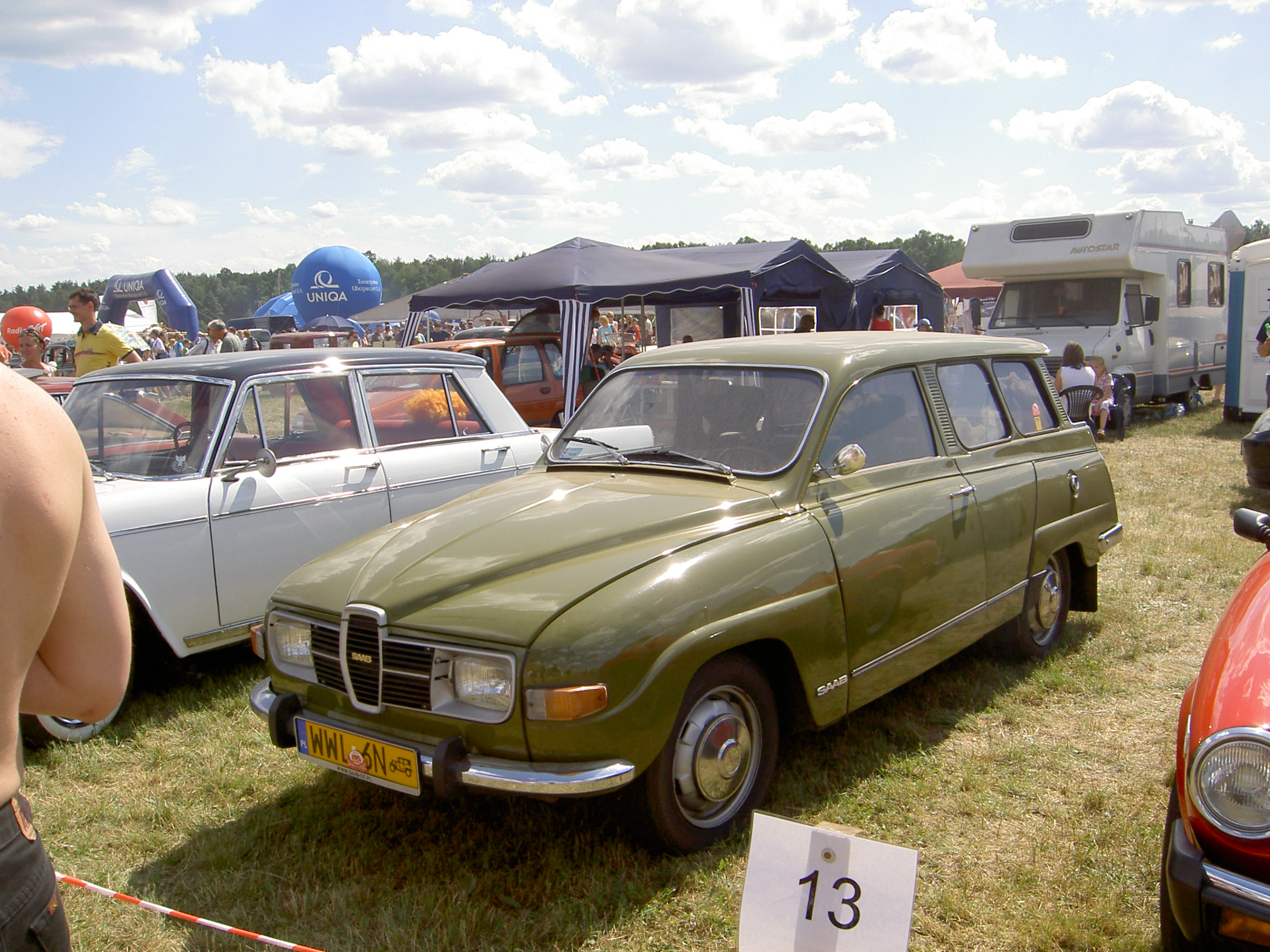
サーブ・95
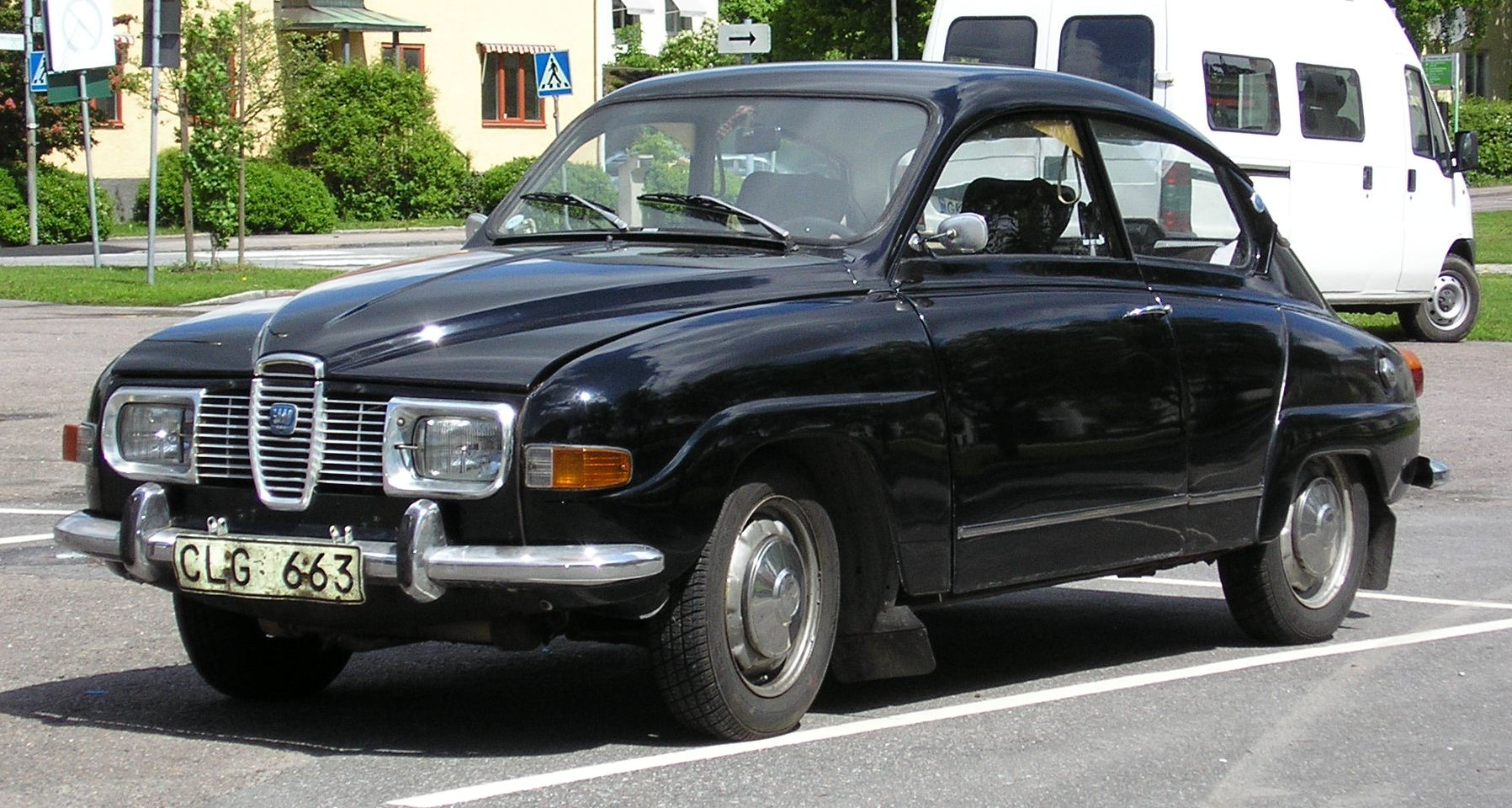
サーブ・96
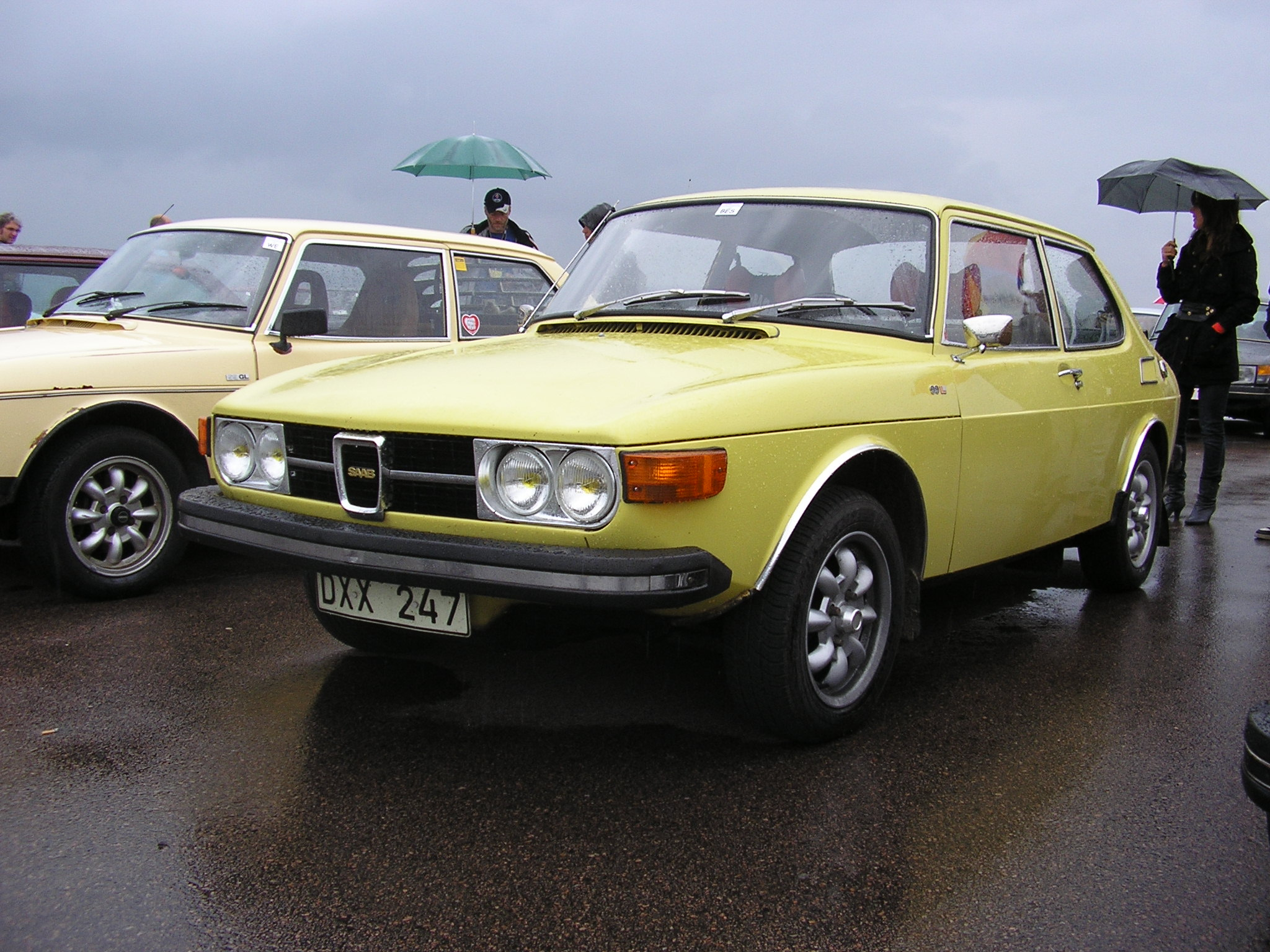
サーブ・99
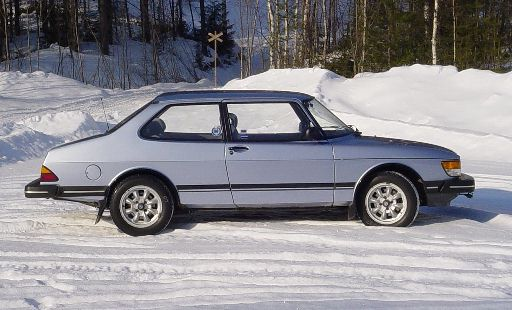
サーブ・90
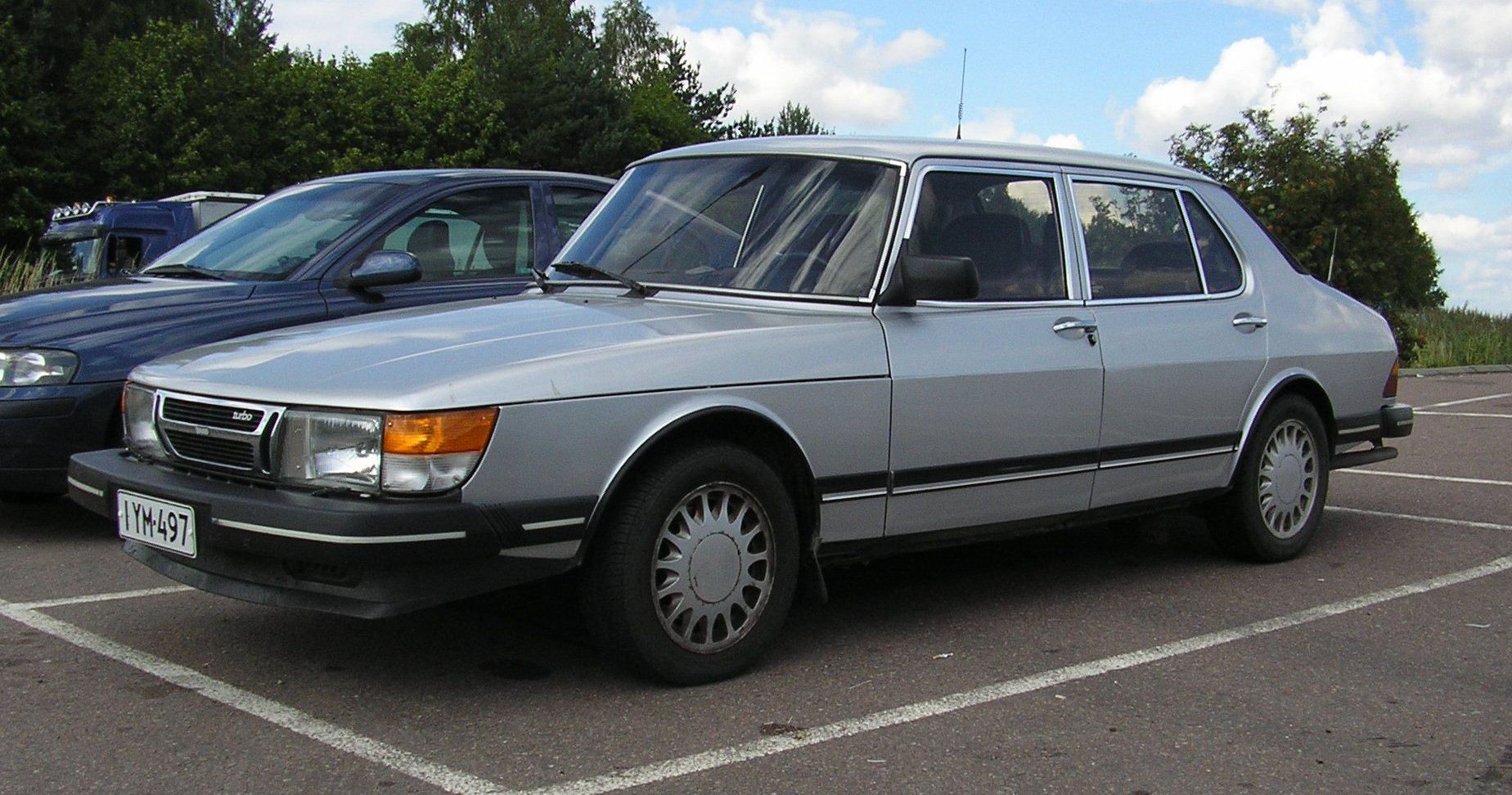
サーブ・900
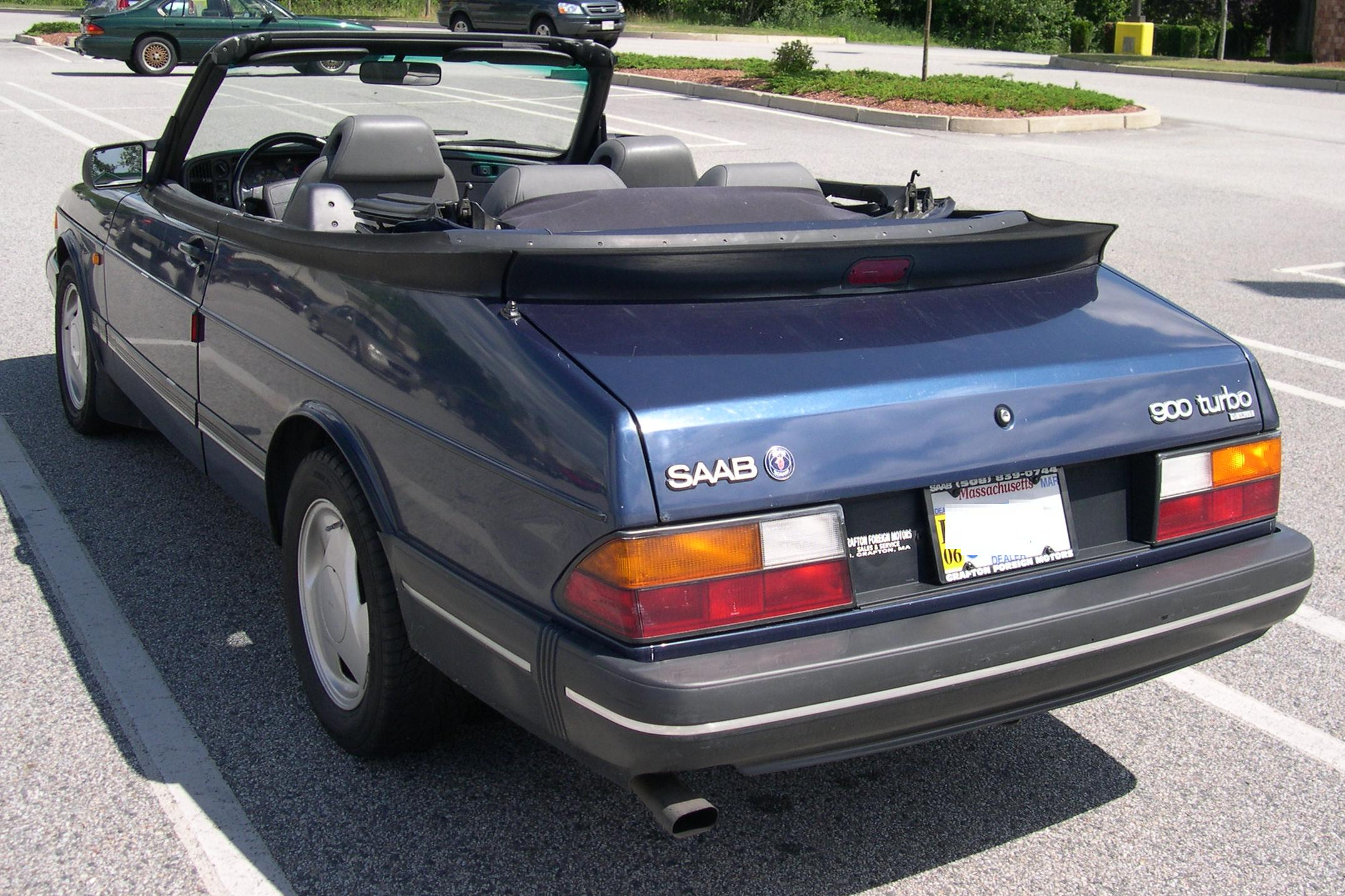
サーブ・900 カブリオレ
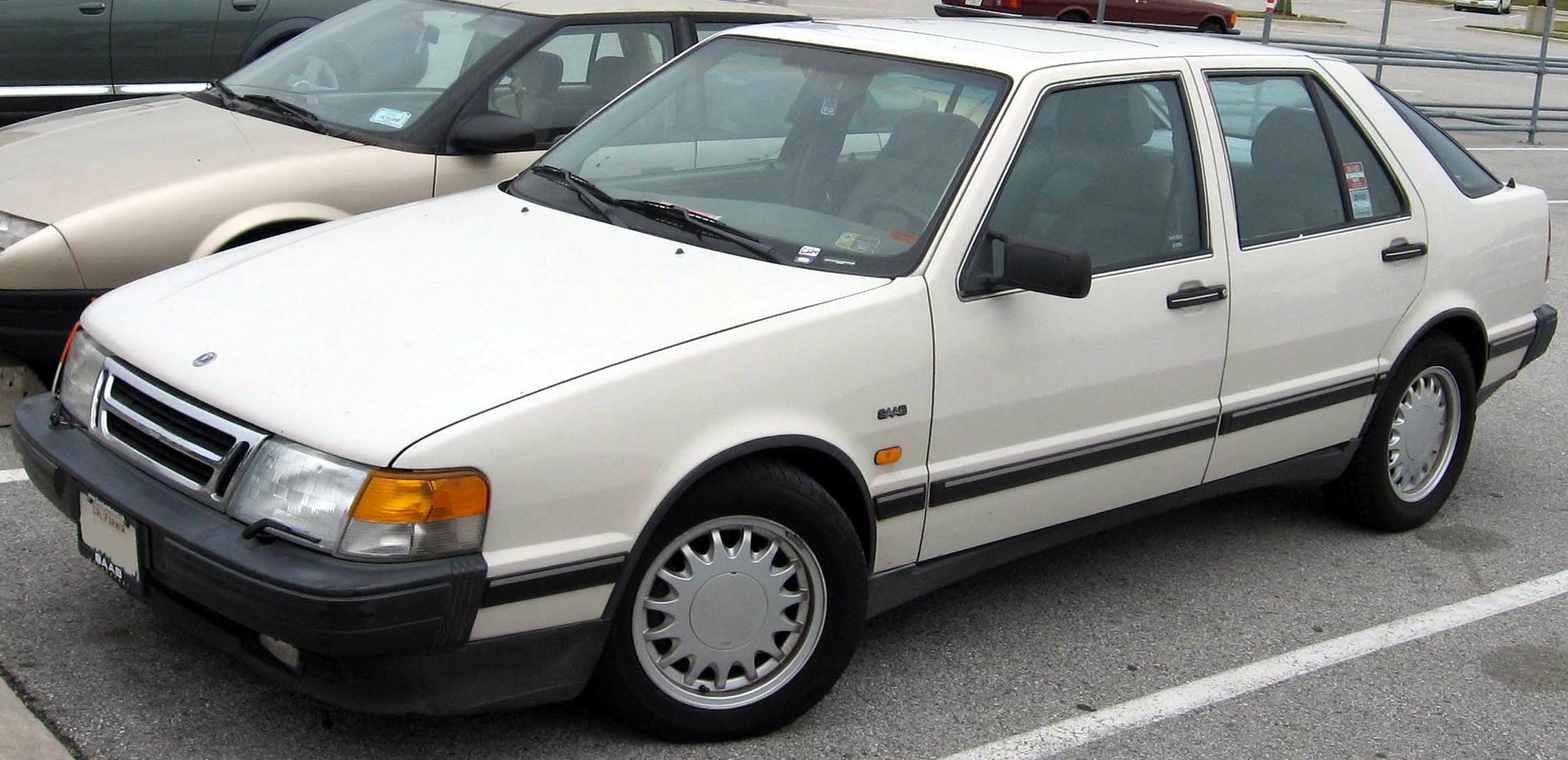
サーブ・9000
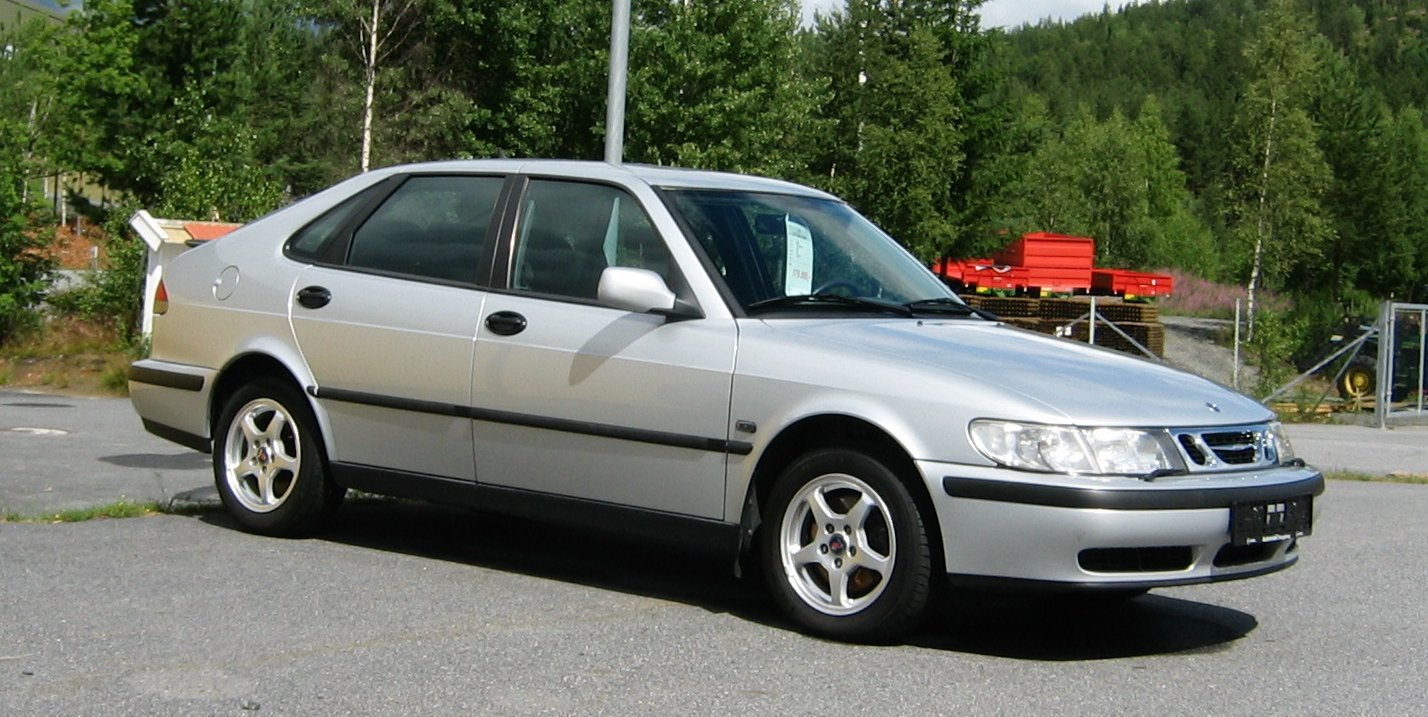
サーブ・9-3
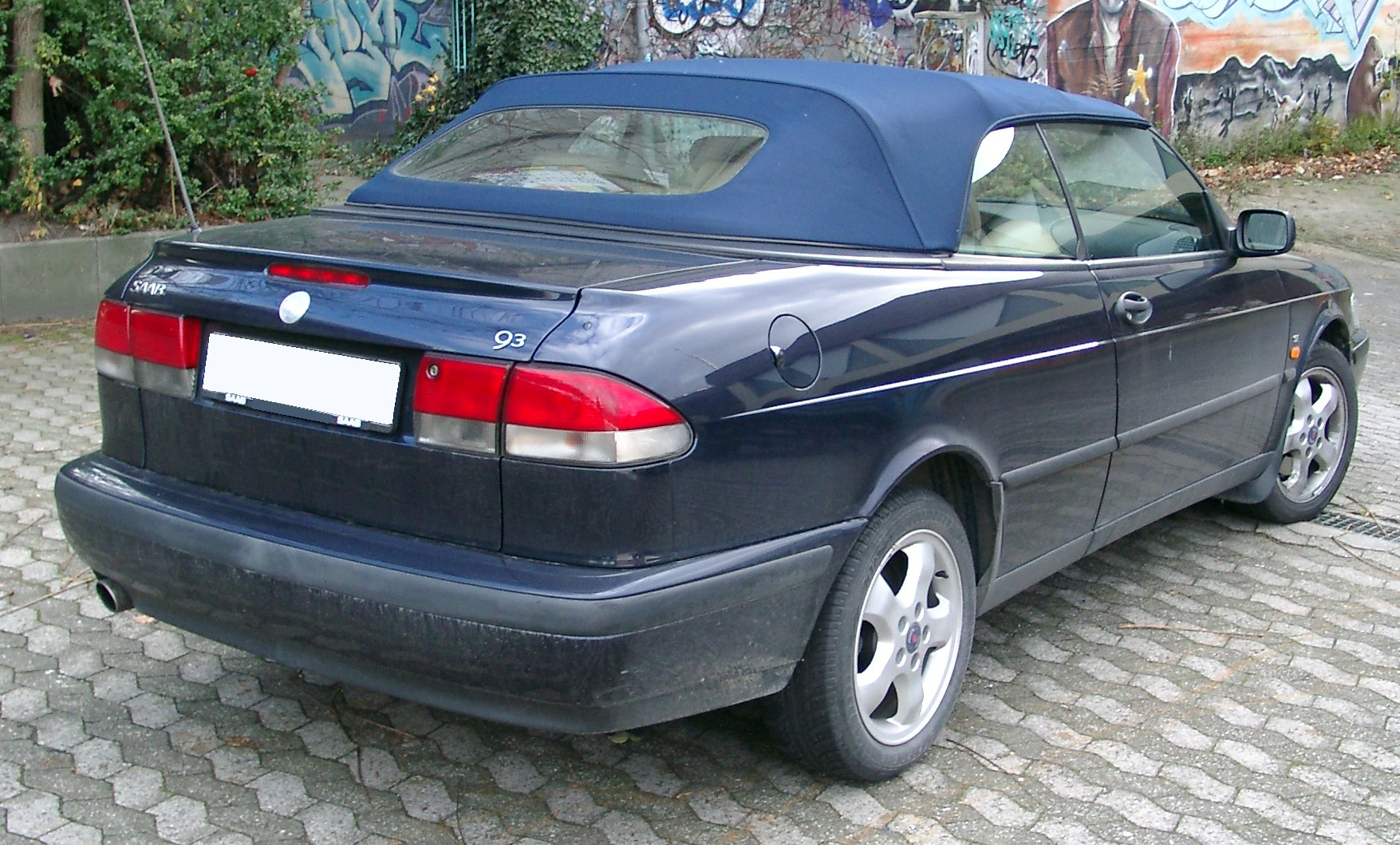
サーブ・9-3 カブリオレ
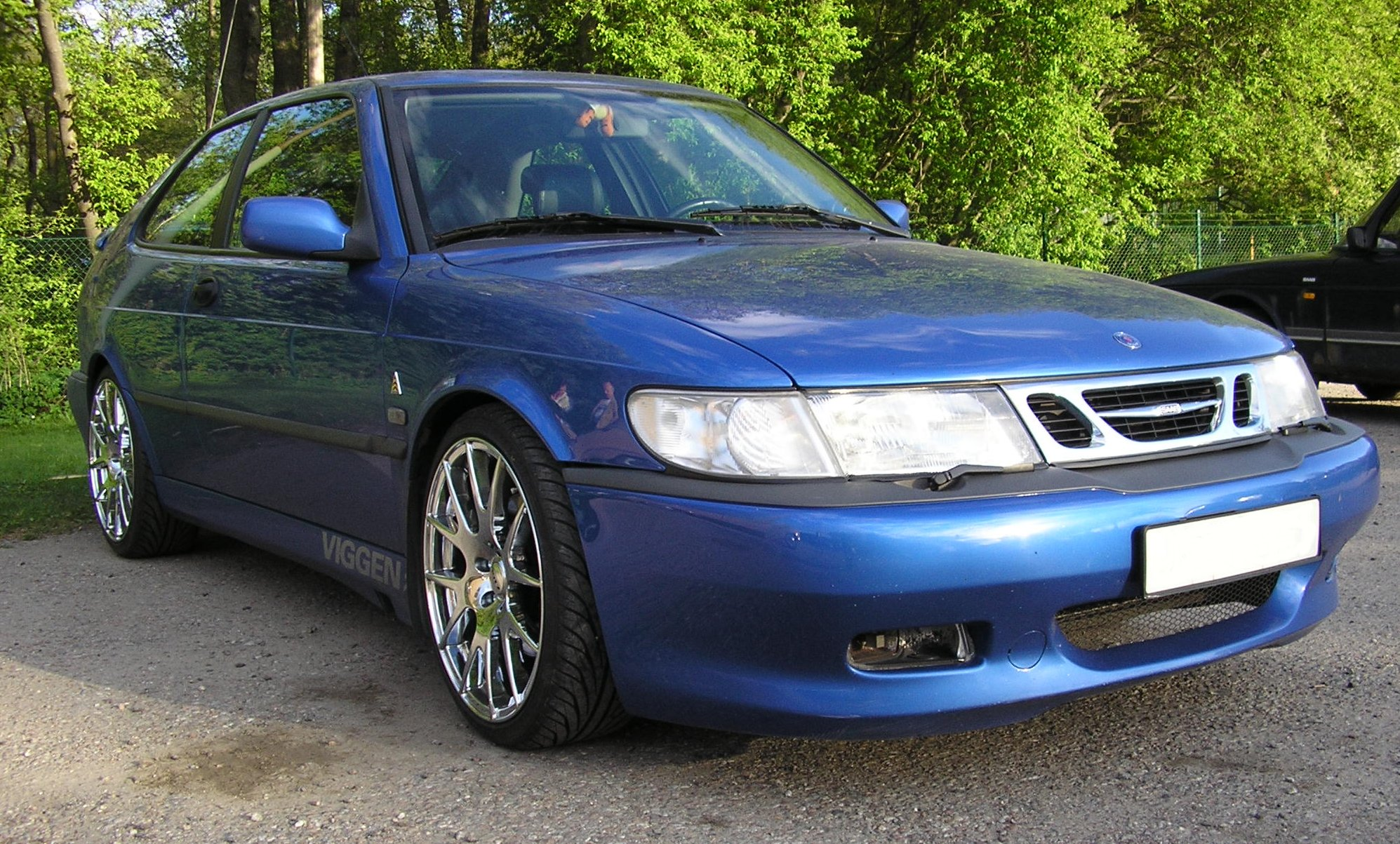
サーブ・9-3 ヴィゲン
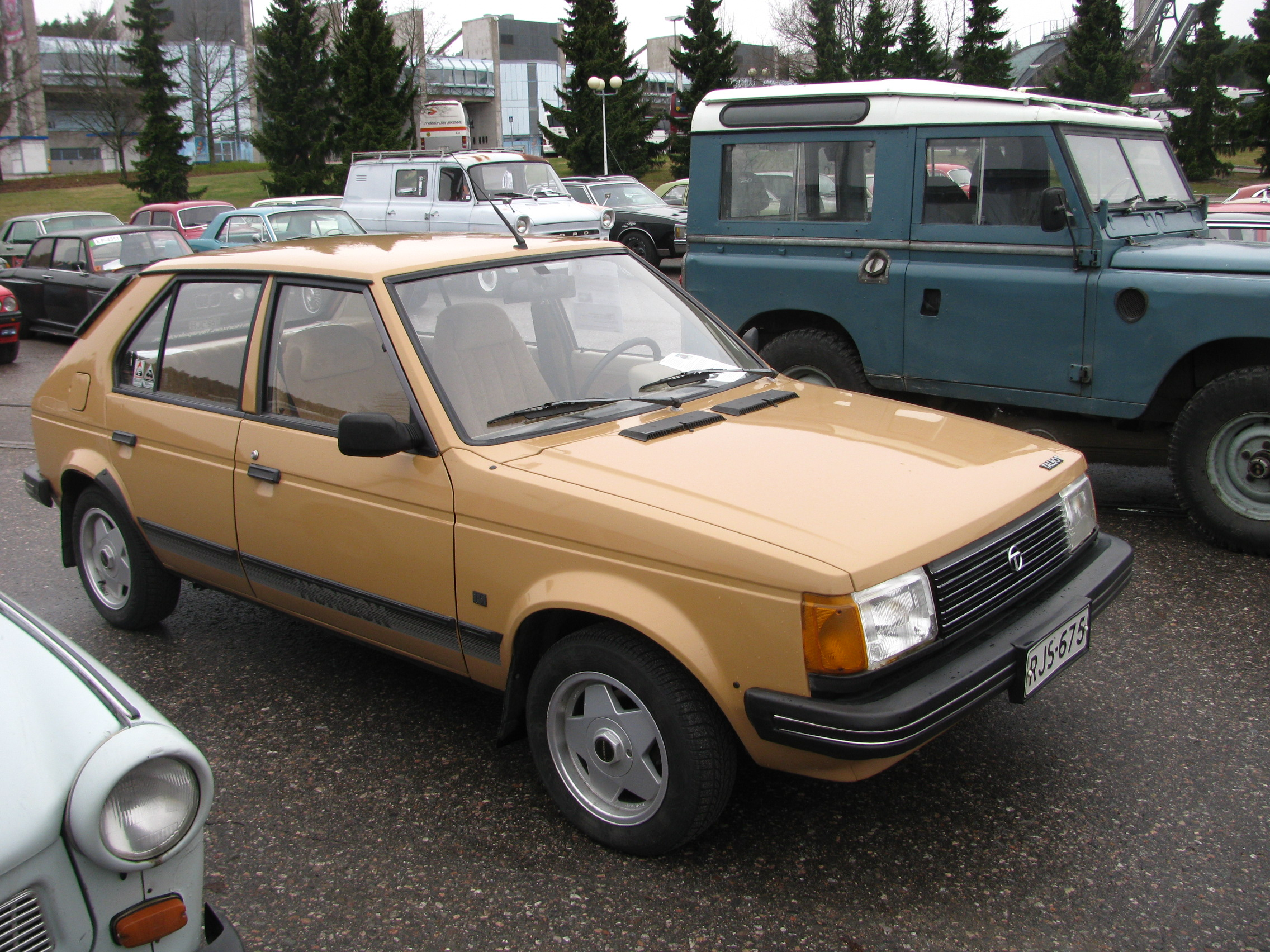
タルボ・オリゾン
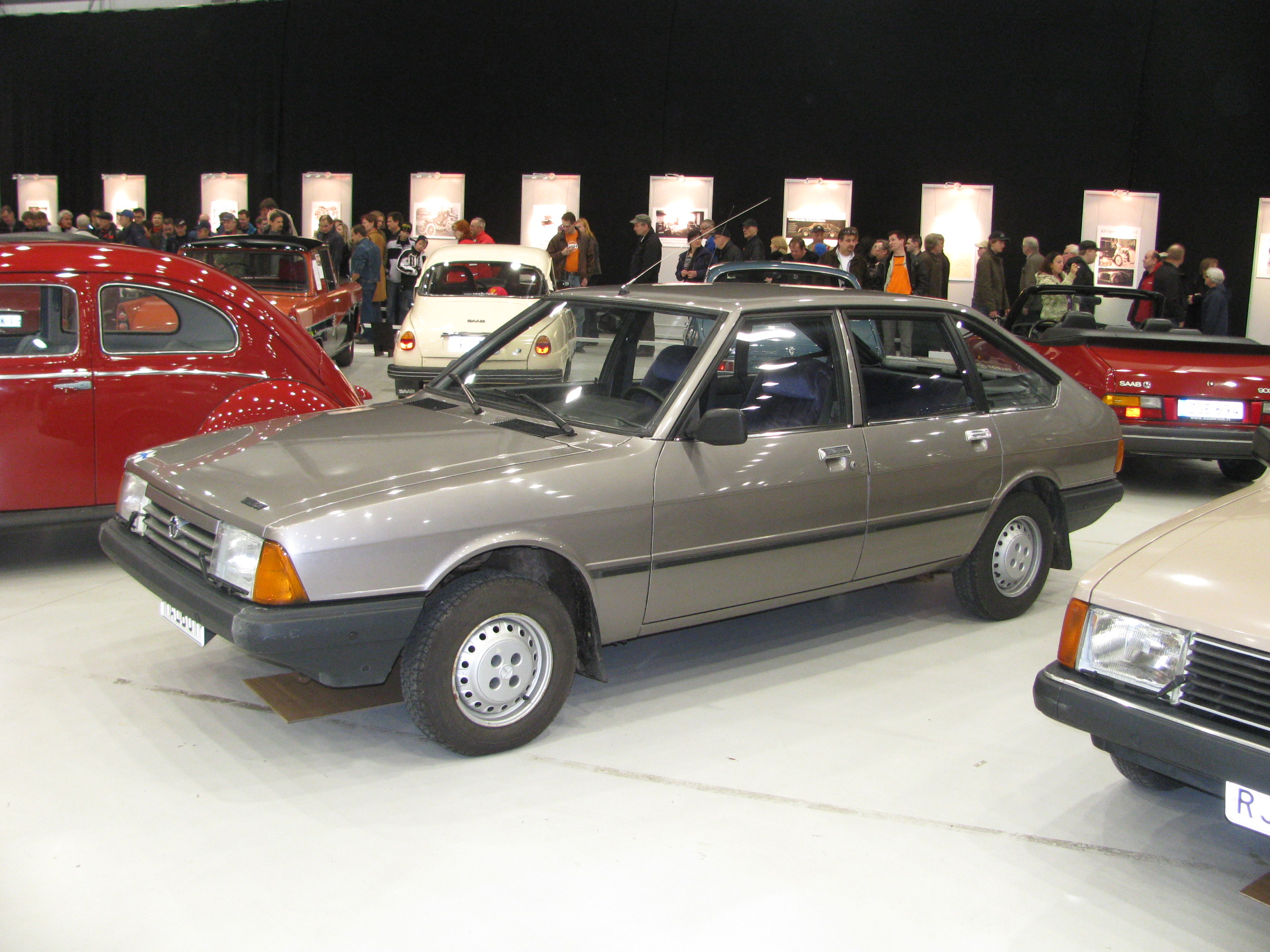
タルボ・1510
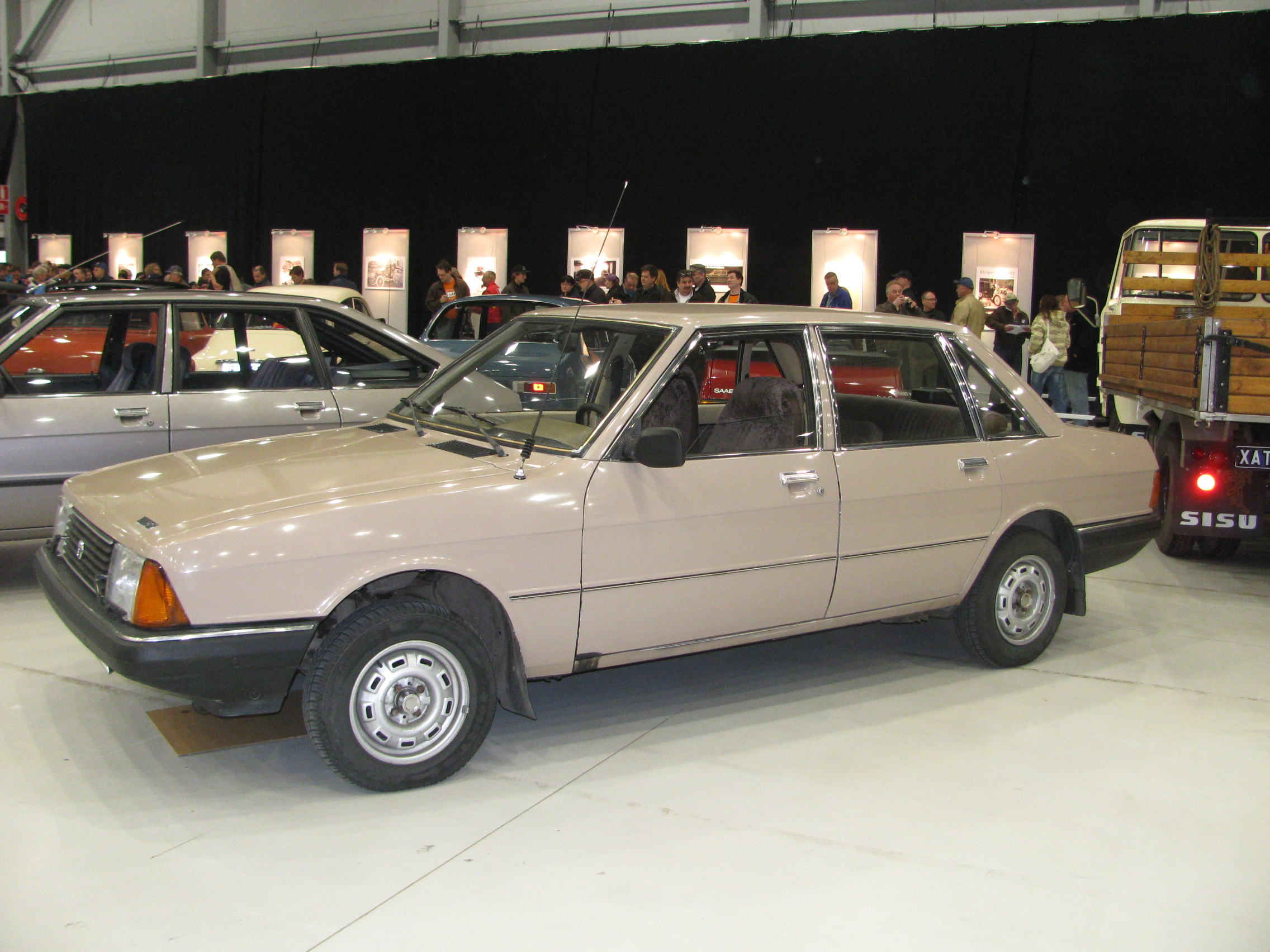
タルボ・ソラーラ
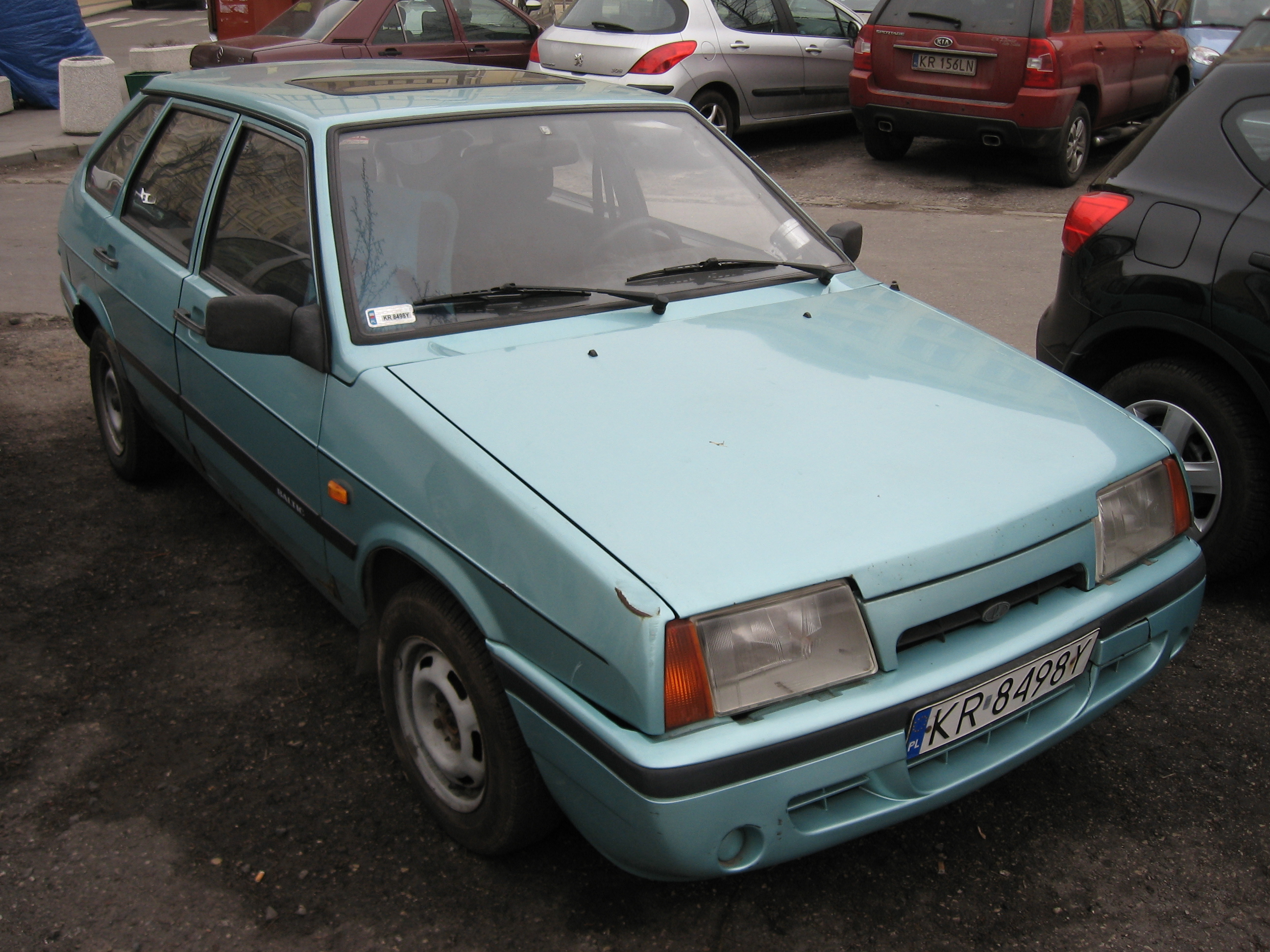
ラーダ・バルティック（ユーロサマーラ）
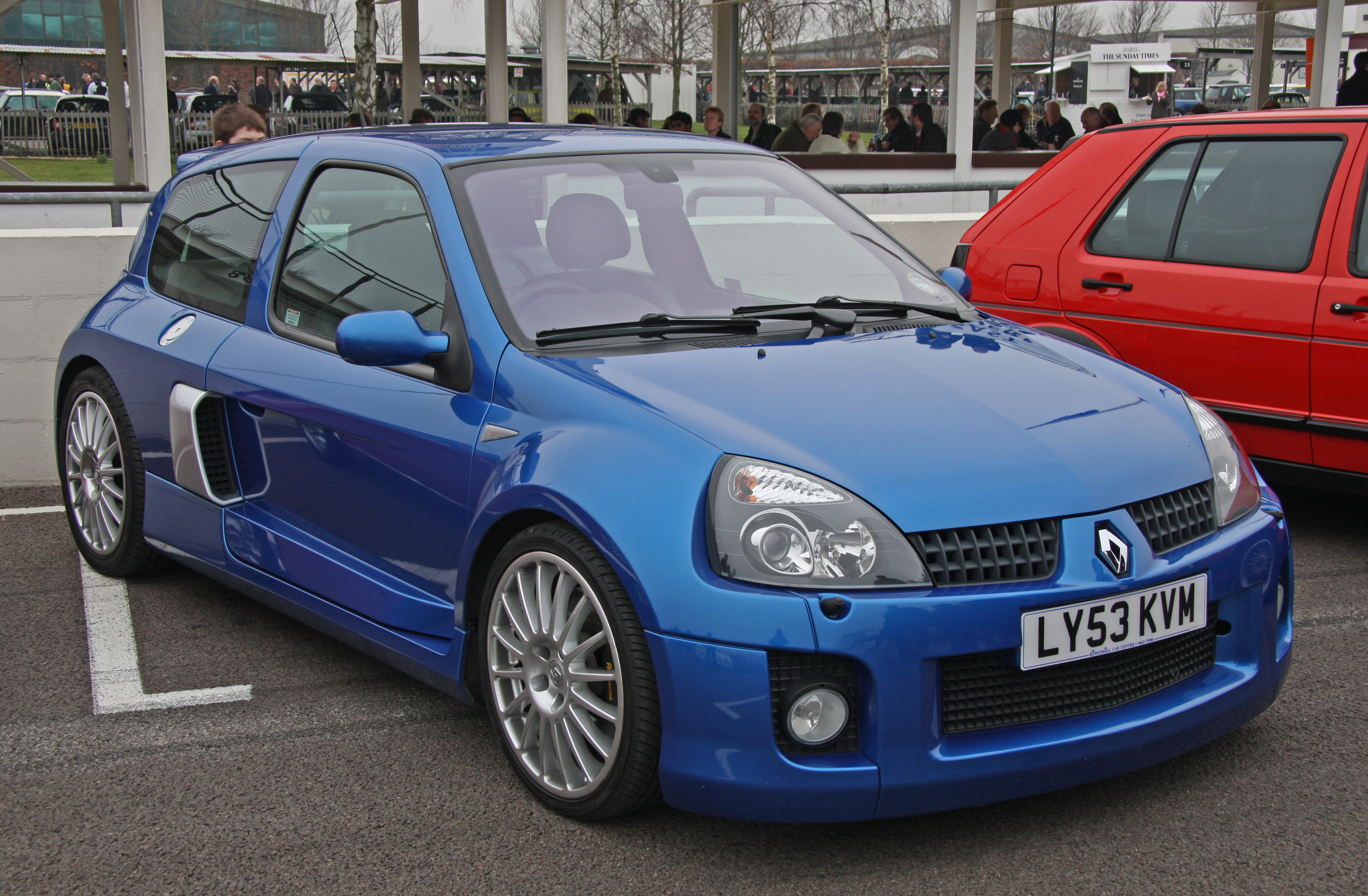
ルノー・クリオ V6
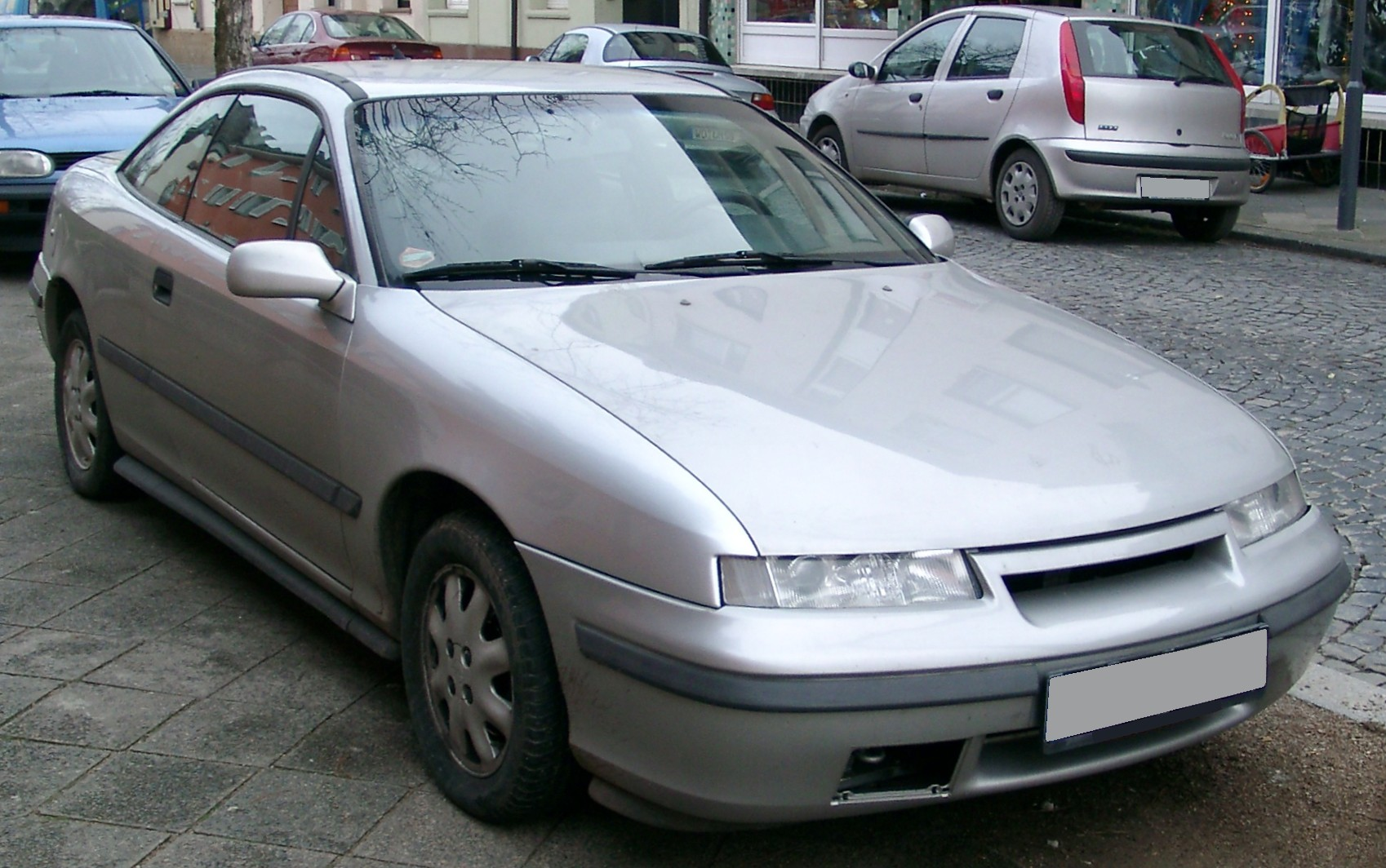
オペル・カリブラ
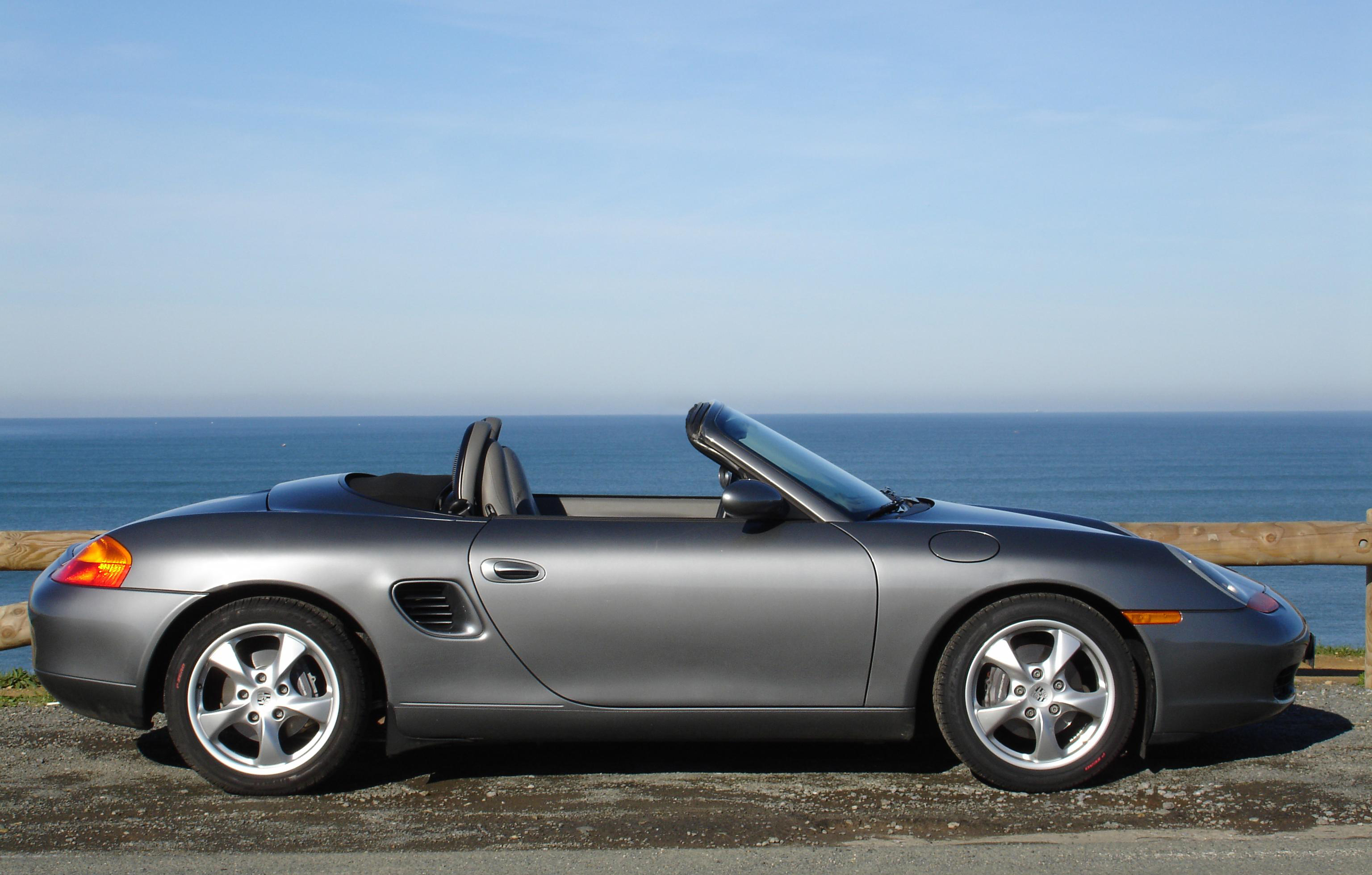
ポルシェ・ボクスター
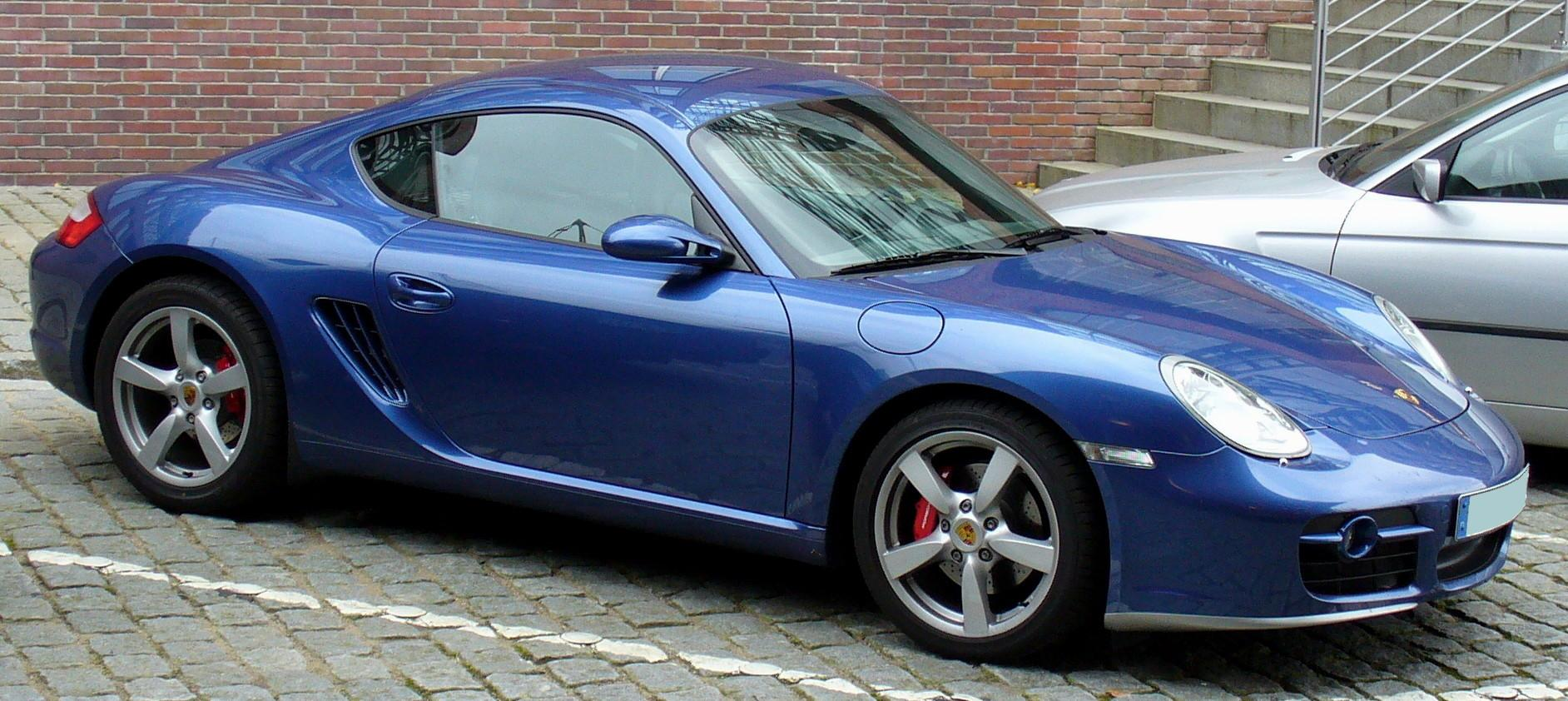
ポルシェ・ケイマン
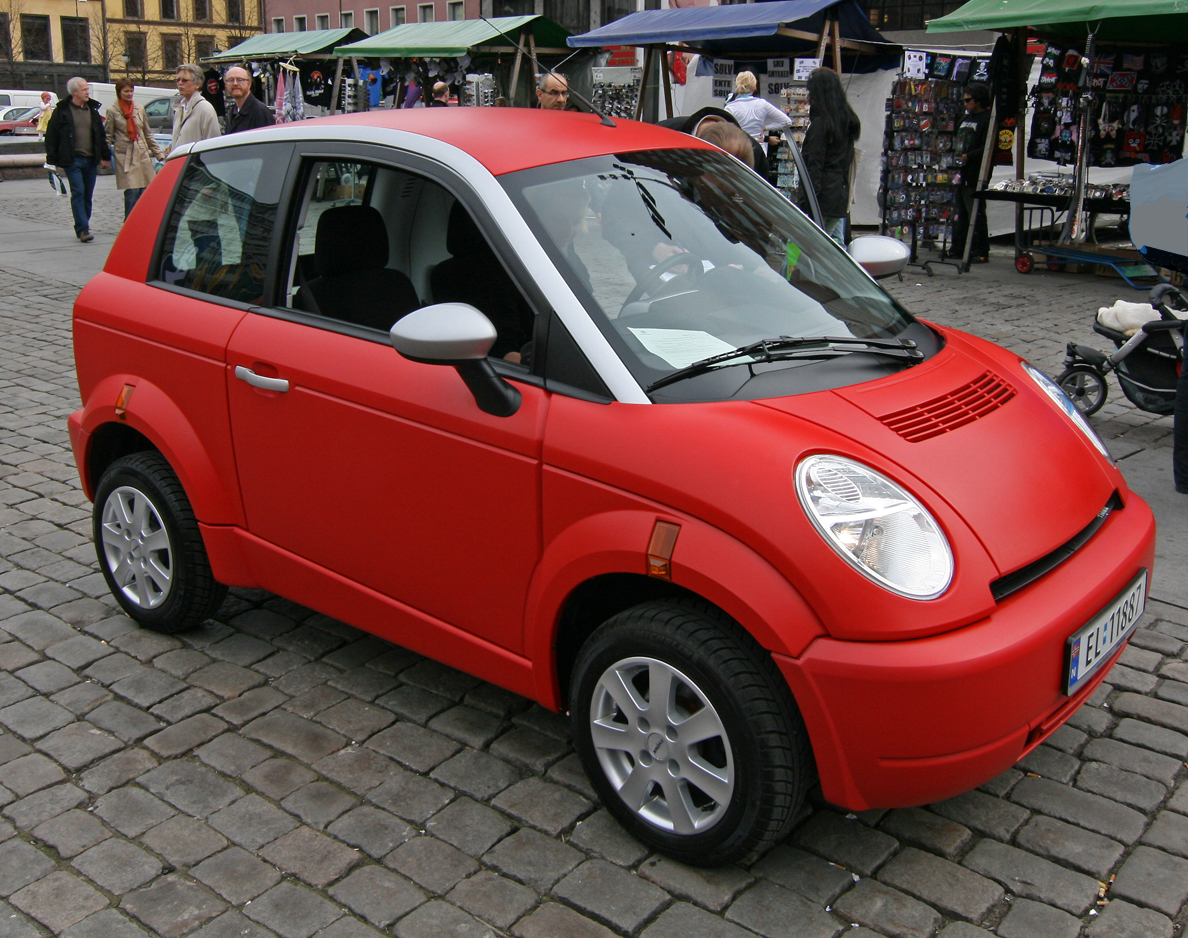
Th!nk City
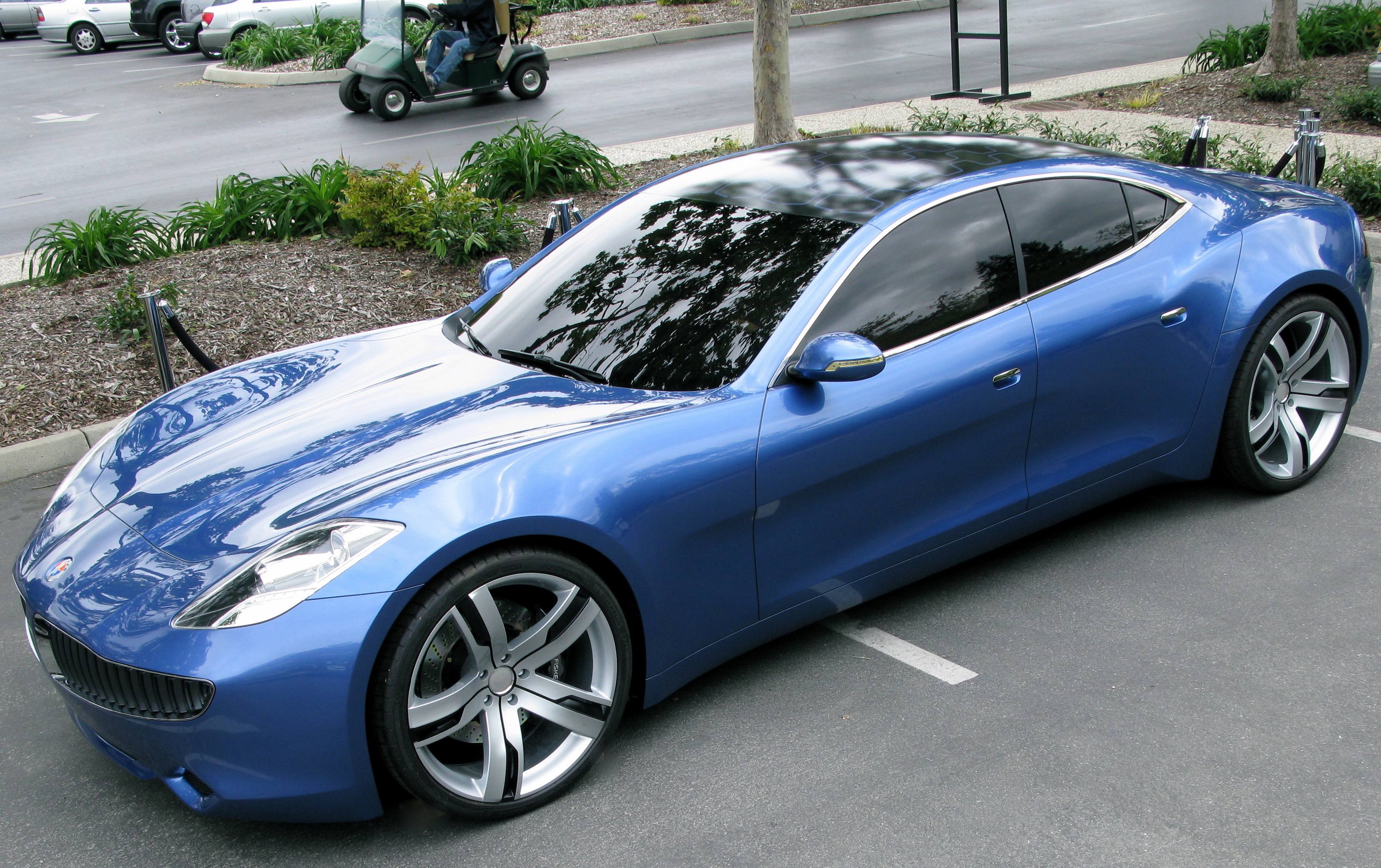
フィスカー・カルマ